# Elsword
Elsword (tiếng Triều Tiên: 엘소드) là tựa game MMORPG dạng kỳ ảo hành động do hãng Nexon phát hành năm 2007 tại Hàn Quốc. Game có lối chơi đa dạng bao gồm cả PVE (player vs. environment) và PVP (player vs. player). Cho tới hiện tại trò chơi đã có tới mười ba nhân vật, mỗi Character đều có 1 phong cách riêng biệt mang đến các trải nghiệm khác nhau. Dù là một trò chơi miễn phí nhưng người chơi vẫn có thể thông qua "Item Mall" để mua một số dụng cụ hay trang phục. Trò chơi ban đầu được thực hiện với mục đích trở thành người kế thừa tinh thần của Grand Chase bằng cách nâng cấp đồ họa từ 2D lên 2.5D.

## Cốt Truyện
Ngày xửa ngày xưa, có một lục địa bóng đêm hoang vu hẻo lánh.
Mặt đất cằn cỗi, những cơn bão biển và các thảm họa dữ dội có mặt ở khắp mọi nơi, và nơi đây đã trở thành một vùng đất bị bỏ hoang. Lục địa này được mệnh danh bằng nhiều tên gọi khác nhau như "Vùng đất bị ruồng bỏ" hoặc "Thảm họa của Chúa Trời". Những câu truyện huyền thoại ghê rợn mọc lên xung quanh vùng đất bị tàn phá này và mọi người tránh xa khỏi vùng đất này bằng bất cứ giá nào.
Một ngày nọ, nơi đây xuất hiện một sự thay đổi kì diệu. Mặt đất đã được cày cấy, cây ở khắp mọi nơi bắt đầu đâm chồi nảy lộc, biển trở nên lặng hơn, cơn bão đã trở thành một làn gió nhẹ nhàng, cuộc sống nơi lục địa này đã được tái sinh.
Trong những điều kì diệu ấy, có một viên ngọc khổng lồ phát ra một ánh sáng diệu kì, thứ ánh sáng ấy đã xua tan bóng đêm. Mọi người đã rất bất ngờ về sức mạnh của viên đá và cũng rất ngạc nhiên về những gì đã xảy ra. Đặc biệt thay, họ đã đặt cho viên kim cương đó một cái tên: họ gọi viên đá đó là Đá El (El Stone).
Nhiều thế kỉ đã trôi qua, quá khứ đen tối của lục địa này đã đi vào quá khứ và trở thành truyền thuyết, nó dần đi vào dĩ vãng. Cây cối phát triển mạnh mẽ, mặt đất nơi đây đã mang đến vụ thu hoạch và đã ban tặng cho người dân nơi đây một cuộc sống thảnh thơi. Không bao lâu sau, họ đã gọi vùng đất này "Vùng đất trụy lạc bởi Chúa" bằng một cái tên khác Elrios.
Nhưng đến một ngày, El Stone bất chợt suy yếu. Mất đi nguồn năng lượng duy trì, cả thế giới rơi vào tình trạng mất cân bằng. Nhân cơ hội đó, các thế lực hắc ám đã tấn công, bắt cóc Nữ Tu (El Lady) và cướp lấy viên đá El với mục tiêu thống trị. Và khi đó nhân vật chính Elsword quyết định chiến đấu giải cứu El Lady và tìm ra nguyên nhân làm suy yếu El Stone. Trên đường đi, cậu kết bạn với nhiều nhân vật khác cùng trong một đội với cái tên El Search Party. Những người trong El Search Party đều có chung một 1 mục đích, đó là cứu lấy thế giới đang suy tàn.

## Lối chơi
Trong trò chơi, bạn sẽ được chọn nhập vai vào 1 trong 13 nhân vật với cùng mục tiêu cứu lấy El Stone. Là một trò chơi màn hình ngang với nhiều tính năng chẳng hạn như: Guild, Marriage, hay Trade,....Để điều khiển nhân vật thì đa số là dùng phím, người chơi có thể kết hợp hai phím tấn công cơ bản (mặc định là Z và X) với nhau để tạo ra 1 dãy combo có sẵn. Nó là một trò chơi yêu cầu người chơi có kĩ năng vừa. Ngoài các combo tạo ra từ 2 phím tấn công cơ bản, người chơi có thể kết hợp sử dụng nhiều chiêu thức (Skill) khác nhau. Các kĩ năng có thể tiêu tốn MP (Mana Point), HP (Health Point), DP (Dynamo Point với Add; ECP với Active của Rose) hoặc không. Giới hạn MP của tất cả nhân vật đều là 300MP. Khi sử dụng các kĩ năng và đánh thường có thể hồi lại MP hoặc tự động hồi theo thời gian. Người chơi có thể tăng giới hạn MP lên bằng cách sử dụng một số vật phẩm đặc biệt, học các (Passive) kĩ năng nội tại của nhân vật hoặc nhờ vào một số kĩ năng nội tại của Pet (Thú cưng).
Khi gây sát thương hoặc bị gây sát thương, người chơi hoặc đối thủ sẽ không thể di chuyển hoặc tấn công (Flinch). Chỉ có thể thoát ra khỏi trạng thái Flinch khi bị đánh gục (Knock Down) hay sử dụng chiêu thức Mana Break.

### Job (nghề)
Khi đạt cấp độ 15 bạn có thể làm một Quest (nhiệm vụ) chuyển nghề (Class Change Quest) để thăng cấp lên job mới (1st job), nhận nhiều combo mới và kĩ năng mới. Mỗi Quest dựa trên nguồn gốc cốt truyện và đặc điểm riêng của nhân vật vì thế độ khó cũng sẽ khác nhau. Và xa hơn là cấp độ 35 bạn sẽ được tiến đến thể hoàn thiện cho Class đã chọn trước đó của nhân vật với Class Change Quest mới (2nd job). Sau đó là mức độ "Siêu Việt" (Transcendence). Và cuối cùng khi lên cấp độ 99 sẽ nhận Class Change Quest cuối cùng (3rd job) với 2 kĩ năng nội tại cùng 1 skill mới.

### Kĩ năng (Skill)
Các kĩ năng được chia thành ba loại: kĩ năng bị động (Passive), kĩ năng chủ động (Active), kĩ năng chủ động đặc biệt (Special Active), kĩ năng chủ động tối thượng (Hyper Active). Thông dụng gồm: Active skills và Buff.
- Passive: loại kĩ năng bị động không tiêu tốn MP, tác dụng chính của nó là tạo nên các điểm mạnh cho nhân vật, vd: Passive tăng sát thương đòn đánh, tăng chống chịu, hay kể cả các hiệu ứng đặc biệt,...
- Active (hay còn gọi là Flexibility): có thể tiêu tốn MP, HP, hoặc DP. Nó gây tổn thất không lớn ngoài trừ vài kĩ năng có hiệu ứng riêng. Không chỉ gây thiệt hại mà nó còn có thể hồi HP hay MP. Lượng MP cho một kĩ năng dao động từ 0~100 MP và thời gian hồi là từ 1~45s. Có thể bị ngắt và không thể thi triển nếu dùng lúc bị dính sát thương.
- Special Active: là kĩ năng thông dụng tiêu tồn ít đến nhiều MP và có thể gây ra sát thương cao, và thời gian hồi tỉ lệ thuận với số MP dùng của kĩ năng. Các kĩ năng Special Active được chia thành ba loại theo số MP Cost (Tiêu tốn MP) của nó: Tenacity (50~120MP), Strength (150~200MP), Bravery (250~300MP). Khi sử dụng Special Active, có kèm theo hiệu ứng Time Stop (Ngưng đọng thời gian), làm cho các đối thủ xung quanh đứng yên, không thể chuyển động cho đến khi hoạt ảnh kết thúc. Time Stop không áp dụng được với các Boss (Trùm cuối), Mini-Boss (Trùm phụ), và một số quái nhỏ.
- Buff: một loại kĩ năng có thể nâng các chỉ số, hồi các tổn thất cho bản thân và đồng đội, tạo các hiệu ứng đặc biệt trong một khoảng thời gian. Có thể bị ngắt và không thể thi triển nếu dùng lúc bị dính sát thương. Kĩ năng Buff thường tiêu tốn khá ít MP (20~50MP)
- Hyper Active: kĩ năng cuối cùng của nhân vật, với thời gian hồi mặc định là 180s, MP tiêu tốn 300 và cần có thêm 1 vật phẩm đặc biệt có tên El's Essence (có thể nhận được khi nhấp chuột phải vào vật phẩm El Shard) để thi triển. Kĩ năng gây ra sát thương cực cao, đòn đánh khiến đối phương không thể dùng Mana Break.

### PvE và PvP
- PvE: là lối chơi với các cửa ải đã lập trình sẵn, có các mức từ Thường (Normal) đến Cực khó (Very Hard) và độ khó tỉ lệ với cấp độ cho phép. Nó được gọi là Dungeon (Phó bản).
- PvP: là lối chơi giữa 2 người, trận đấu chỉ kết thúc khi hết thời gian hay là một bên đạt đủ chỉ tiêu. Trong PvP sẽ có các bản đồ phù hợp. Ngoài ra còn có các kiểu chơi như 3v3, 2v2, 1v1 hay thậm chí là 1v7 (Brawl)

### Mana Break
Một chiêu thức ẩn đặc biệt không có trong dãy kĩ năng. Khi nhân vật bị Flinch, người chơi cần ấn và giữ 1 trong hai phím tấn công cơ bản cho đến khi nhân vật bị Knock Down. Mana Break đòi hỏi người chơi phải có ít nhất là 100 MP trở lên vì khi Mana Break, nhân vật sẽ bị Knock Down và tự tiêu hao 100 MP hoặc hơn.

### Enhance (Cường hoá)
Một trong những chức năng của game. Người chơi có thể thu thập các viên đá cường hoá thông qua phó bản và các nhiệm vụ. Người chơi có thể đem chúng đến các NPC thợ rèn trong các thành phố để cường hoá trang bị. Cấp độ trang bị càng cao thì các chỉ số của chúng đem lại càng lớn.

### Attributing (Ép thuộc tính)
Một trong những chức năng của game. Người chơi có thể thu thập các viên đá ma thuật (El shard Mystery) thông qua phó bản. Người chơi có thể đem chúng đến các NPC giả kim trong các thành phố để ép thuộc tính cho trang bị. Khi ép thuộc tính sẽ xuất hiện các hiệu ứng đặc biệt đi kèm đối với vũ khí và kháng thuộc tính đối với giáp.
Ép thuộc tính có 2 cách:
● Random (ngẫu nhiên nhận được 1 trong sáu thuộc tính) bằng cách dùng đủ số lượng Elshard Mystery.
● Ép thuộc tính mong muốn: Để ép được thuộc tính mong muốn cần có đủ số el shard thuộc đúng loại cần ép. Elshard chia làm 6 loại: Dark, Light, Wind, Water, Fire, Nature. Muốn có 1 trong 6 loại thì cần tách từ Elshard Mystery và đương nhiên là random. Có thể mất rất nhiều El Shard Mystery để thu thập đủ loại đá cần thiết nên cần có sự kiên nhẫn hoặc ta có thể mua từ player khác thông qua trade hoặc board.

### Nhân vật
- Elsword: nhân vật chính trong cốt truyện, là một kiếm sĩ với ước mơ vượt qua chị của mình là Elesis. Qua nhiều trận chiến trong cốt truyện, cậu dần thuần thục các kiếm kĩ và trở nên mạnh mẽ hơn, là người dẫn dắt El Search Party mặc dù đôi lúc có tính cách khá là trẻ con và bồng bột.
- Aisha: một nữ pháp sư trẻ tuổi. Khi mất đi sức mạnh, cô quyết định lên đường tìm ra người đã lấy đi nó. Cô gặp được Elsword trong một lần chiến đấu với bọn trộm El Stone và gia nhập El Search Party từ đó.
- Rena: là một tiểu tiên nữ của tộc Elf. Cô được lệnh cử đi tìm viên đá El đã bị đánh cắp. Cũng như Aisha, Rena gặp được Elsword sau trận chiến với lũ trộm và gia nhập El Search Party.
- Raven: là một chiến binh. Trong quá khứ, anh đã mất đi hôn thê và tất cả tài sản vì bị lừa. Sau khi bị vào tù, anh nhận được một lời mời từ một tiến sĩ tên Wally. Hắn ta ban cho Raven sức mạnh để báo thù, đổi lại anh phải làm tay sai cho hắn. Wally chỉ lợi dụng Raven để thực hiện mục đích riêng, và dần dần tâm trí anh cũng trở nên xấu xa. Sau khi gặp được Elsword và bị cậu đánh bại, anh quyết định gia nhập El Search Party, một phần là để chuộc lại lỗi lầm trong quá khứ.
- Eve: Một người máy có trí thông minh nhân tạo (AI) thuộc chủng tộc người máy Nasod, được tạo ra nhờ công nghệ 2nd Generation Nasod. Cô ở cùng với 1 người máy khác nữa có tên Adam, có tên là Nasod King, cũng được tạo ra từ công nghệ 2nd Generation Nasod. Sau khi Nasod King bị đánh bại, Eve chấp nhận lời mời gia nhập El Search Party từ Elsword vì cô cũng không còn nơi nào khác để ở.
- Chung: là người bảo vệ của Thủ đô Hamel. Sau khi lũ quỹ dữ tấn công Hamel và thao túng tâm trí cha cậu, Chung quyết định lên đường giải cứu cha của mình. Lúc Chung lên đường cũng là lúc El Search Party đặt chân đến Hamel. Chung ấn tượng và cảm động trước ý chí và mục đích của El Search Party nên cậu quyết định tham gia.
- Ara: Thuộc gia tộc Haan. Sau sự kiện viên đá El mất tích, làng của cô cũng bị quỷ dữ tấn công giống với Hamel và nhiều nơi khác ở Elrios. Anh trai của cô bị lũ quỹ dữ thao túng và bị bắt đi. Sau đó, Ara nhận được lời mời từ một con Cửu vĩ hồ ly tên Eun. Cả hai cùng lập giao ước: Eun ban cho Ara sức mạnh để cứu lấy anh trai mình, đổi lại cô phải để Eun nhập vào cơ thể mình. Khi gặp El Search Party trên hành trình riêng của cô, cô bị thuyết phục bởi Elsword và gia nhập đội của cậu.
- Elesis: Chị gái của Elsword. Từng có những lời đồn nói rằng cô là kiếm sĩ mạnh nhất Elrios, không ai có thể vượt qua cô về kiếm thuật. Sau một thời gian dài rời xa cậu em trai để đi chinh chiến, cô quyết định giúp đỡ Elsword trên con đường giải cứu Elrios.
- Add: Thuở nhỏ, gia đình cậu bị truy sát và giết hại và sau cậu bị bắt đi. Sau khi trốn thoát bị săn đuổi, Add bị dồn đến một vực sâu và ngã xuống dưới. Khi tỉnh dậy, cậu nhận ra mình đang ở trong một thư viện cổ mà cha cậu tạo ra. Nơi đây chứa toàn sách nghiên cứu về Nasod. Nhờ vào trí thông minh thiên bẩm của mình, Add có thể lĩnh hội được các kiến thức từ cơ bản đến nâng cao mà không gặp trở ngại gì, trong thư viện cũng có một nguồn cung thực phẩm khá là đầy đủ nên cậu sinh sống trong thư viện cho đến lúc lớn. Sau một thời gian mày mò nghiên cứu, Add đã tạo ra được 6 chiếc Dynamo (Máy phát điện) để dùng cho việc chiến đấu và một số mục đích khác. Khi biết về Eve và Core (Lõi hạt nhân) có giá trị cực lớn trong người cô, Add quyết định rời khỏi thư viện và đi tìm Eve. Là nhân vật đặc biệt, cậu không hề gia nhập El Search Party mà chỉ chiến đấu riêng lẻ (Đi theo). Tuy vậy, Add đôi lúc cũng giúp đỡ El Search Party.
- Lu & Ciel (Hay là Luciel): Lúc đầu, Lu là nữ hoàng của quỷ. Bị bề tôi phản và lật đổ, cô bị lấy hết sức mạnh và bị thu nhỏ lại thành 1 cô bé nhỏ nhắn. Lu cố gắng chạy thoát khỏi Karis (Nữ quỷ cầm đầu quân phản loạn) và gặp được Ciel, một sát thủ thế giới ngầm. Ciel đã đỡ giùm Lu một đòn chí mạng từ Karis và lâm vào tình trạng nguy kịch. Trong lúc Ciel hấp hối, Lu nắm lấy tay Ciel và lập khế ước với anh. Lu sẽ dùng sức mạnh quỷ của mình để cứu lấy Ciel, và Ciel sẽ trở thành người hầu cận và bảo vệ Lu. Sau khi đánh bại Karis, hai người gặp gỡ Elsword và gia nhập El Search Party.
- Rose: nhân vật đến từ thế giới song song với Elrios. Là 1 cận vệ hoàng gia, phục tùng nữ hoàng. Cô được lệnh đến Elrios để truy tìm và tận diệt mối nguy hại có khả năng gây đại họa cho thế giới của cô.
- AinChase Ishmael: Nhân vật được tạo ra bởi thần Ishmael với nhiệm vụ phục hồi sức mạnh của El. Anh được ban cho những quyền năng của thần và thường tự phụ về những khả năng vô hạn đó.
- Laby: Cô sống sâu trong Rừng Đen (Black Forest) trong một thời gian không xác định, nhưng cuối cùng cô đã có thể rời đi, dẫn đầu là 'Ánh sáng xanh thứ ba'. Cô quyết định rời khỏi khu rừng và tiếp tục cuộc hành trình để tìm hiểu cô là ai. Tấm gương theo sau cô là đồng minh và người bạn tâm tình đáng tin cậy. Nó giúp Laby ra ngoài như thể nó có lương tâm riêng. Laby thỉnh thoảng sẽ sử dụng gương của mình trong chiến đấu.

### Transcendence
Một tính năng mới cho phép nhân vật vượt qua giới hạn sức mạnh, khi hoàn thành đến mức này nhân vật sẽ có thêm 3 Active skill (1 Tenacity, 1 Strength, 1 Bravery) Ngoài ra còn có thêm 3 Passive mới
Để có được Transcendence thì mỗi nhân vật phải hoàn thành nhiện vụ "Limit Break-Phá vỡ giới hạn"

### 3rd job
khi đến lv 99 đánh boss cuối cùng bạn sẽ thăng cấp lên cấp độ cuối cùng và là mạnh nhất có thể nhận được các hiệu ứng đặc biệt có thêm nhiều chiêu thức đa dạng cuối cùng.

## Máy chủ
Hiện nay máy chủ phổ biến nhất là KR (Hàn Quốc), tiếp đến là NA (Bắc Mỹ) và các máy chủ khác như: JP (nhật bản), INT (quốc tế) hay 1 máy chủ không có bản quyền là Void. Kể từ ngày 4 tháng 12 năm 2015, các máy chủ Elsword dành cho Philippines, Indonesia và Ấn Độ hiện đã được sáp nhập vào Máy chủ Elsword Quốc tế do KOG Games phát hành.

## Khác

### Anime
Bộ anime được ra mắt với cái tên Elsword: El lady, được công chiếu vào tháng 12 năm 2016. Câu truyện kể về chuyến đi của El Search Party từ Hamel đến Lanox để giải cứu El Lady.

### Light Novel
Được ra mắt vào tháng 8 năm 2015 với cốt truyện nói về chuyến đi ngược thời gian của Add.

### Webcomic kiểu Nhật
Năm 2014, một webcomic theo phong cách manga Elsword đã được phát hành tại lãnh thổ Brasil, độc quyền cho trang web. Webcomic này được Fábio Yabu viết kịch bản do từng phụ trách nhiệm viết cho bộ webcomic dài tập Combo Rangers đã có từ lâu và được cung cấp miễn phí. Webcomic dành cho trẻ em. Có mười hai tập webcomic và một tập đặc biệt.
Có một mini manga dài bảy trang nói về Lu và Ciel.